# Santa Clara Pueblo

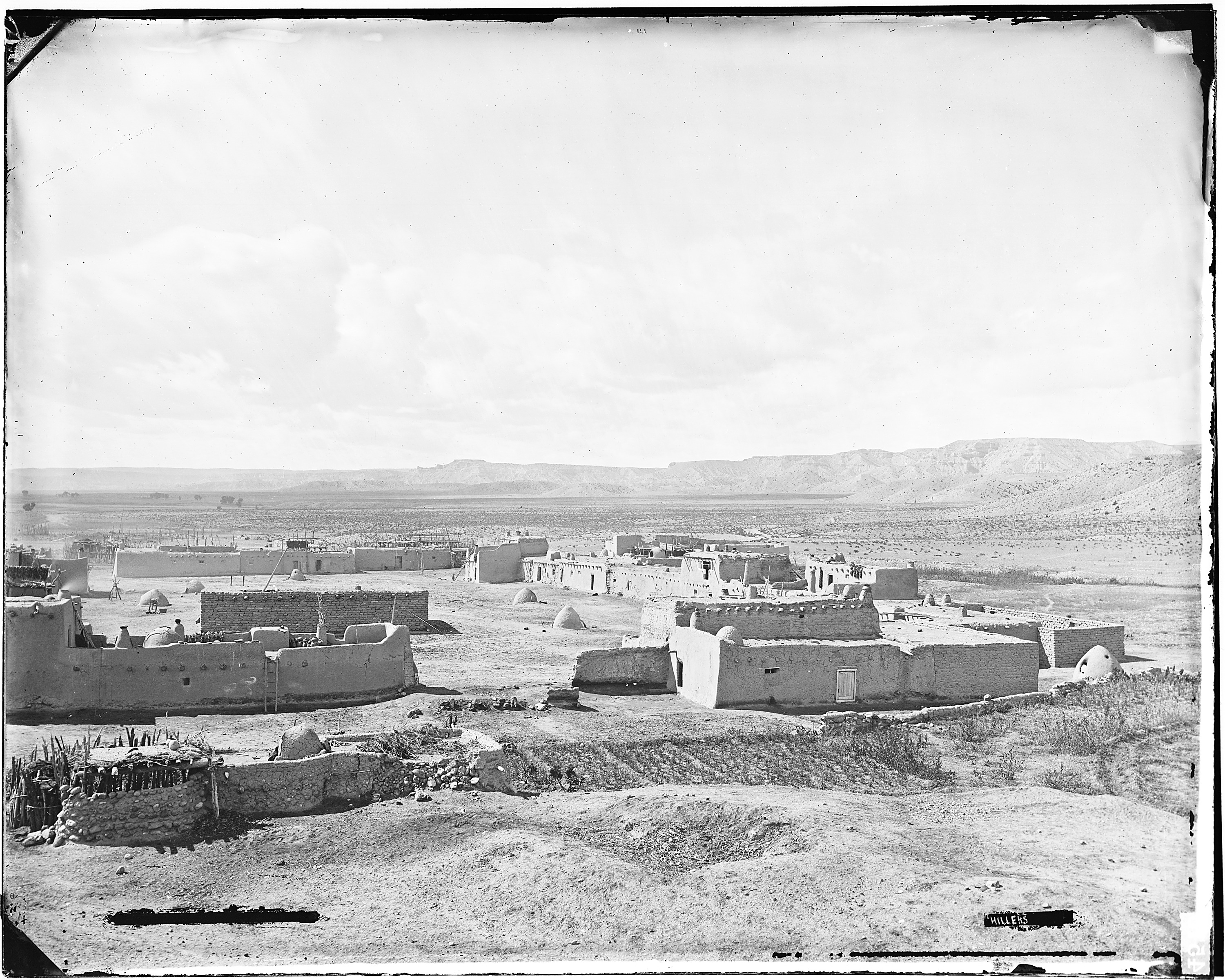
Santa Clara Pueblo som den såg ut i slutet av 1800-talet.

Santa Clara Pueblo (Tewa: Kha'p'o) är en pueblo belägen vid Rio Grande, mellan Santa Fe, New Mexico och Taos, som har varit bebodd sedan förhistorisk tid. Det är den tredje största av de sex tewaindianska pueblona. Invånarna talar en dialekt av tewa, som är ett språk tillhörigt språkfamiljen kiowa-tanoan. 
Vid folkräkningen 2000 rapporterade 1 273 personer att de räknade de sig som helt eller delvis tillhörande eller härstammande från Santa Clara. 